# Afiruwa (cràter)
Afiruwa és un cràter d'impacte en el planeta Venus de 5,2 km de diàmetre. Porta el nom d'un antropònim hausa, i el seu nom va ser aprovat per la Unió Astronòmica Internacional el 1997.